# Lomer Gouin
Sir Lomer Gouin (ur. w 1861, zm. w 1929) – kanadyjski polityk, premier prowincji Quebec z ramienia Liberalnej Partii Quebecu.
Urodził się 19 marca 1861 w Grondines. Ojcem Lomera był miejscowy lekarz. 
Studiował prawo na uniwersytecie w Laval. Po ukończeniu studiów dołączył do znanej firmy prawniczej, której współwłaścicielami byli prominentni politycy frankofońscy Louis-Olivier Taillon i Honore Mercier. 
Później Gouin poślubił córkę Merciera Elizabeth. 
Gouin w swej pracy reprezentował wiele przedsiębiorstw przemysłowych, między innymi przedsiębiorstwa kolejowe. Później sam wszedł w sfery przemysłowe, sprawując wiele funkcji kierowniczych w licznych przedsiębiorstwach przemysłowych i finansowych. Zajmował się także publicystyką. Publikował teksty o wydźwięku politycznym.
W świat polityki wszedł w 1897 wraz z wyborem do Zgromadzenia Narodowego Quebecu. Dzierżył tekę ministra kolonizacji i robot publicznych. W 1904, wraz z innymi ministrami rządu Parenta – Turgeonem i Weirem dokonał secesji wewnątrzpartyjnej, zmuszając premiera do złożenia dymisji i wycofania się z działalności na kolejne piętnaście lat, aż do 1920 roku. 
Przy zachowaniu popularności prowadził bardzo efektywne rządy, stabilizując finanse publiczne, promując przemysł i edukację, głównie o profile technicznym. W utrzymaniu równowagi budżetowej pomogły mu bezpośrednie dotacje federalne zainicjowane przez premiera Kanady Wilfrida Lauriera. Obok stanowiska premiera pełnił szereg funkcji ministerialnych. 
W 1920 złożył dymisję, pozostając jednak aktywnym politykiem i działaczem społecznym. W latach 1921–1924 był ministrem sprawiedliwości w rządzie federalnym Kinga. W styczniu 1919, na dwa miesiące przed śmiercią, został nominowany gubernatorem-porucznikiem prowincji Quebec.
Otrzymał brytyjski tytuł szlachecki. Był także kawalerem francuskiej Legii Honorowej. Zmarł 28 marca 1929. Pochowany w Montrealu, na cmentarzu Our-Lady-of-Snows.